# 서울천일초등학교
서울천일초등학교는 대한민국 서울특별시 강동구 천호동에 있는 공립 초등학교이다.

## 학교 연혁
- 1985년 7월 10일 서울천일국민학교 설립인가
- 1989년 2월 9일 방송실 개관
- 1996년 3월 1일 현재 교명으로 개칭
- 1997년 1월 10일 급식실 준공
- 2008년 2월 29일 운동장 놀이기구 교체, 제2과학실 개보수
- 2009년 6월 29일 방과후 보육교실 개편
- 2009년 8월 19일 운동장 조합놀이대 설치
- 2009년 11월 5일 장애인용 승강기 설치
- 2009년 12월 17일 사물함 교체
- 2014년 4월 25일 야외학습장(해맑음터) 개원
- 2016년 2월 15일 제30회 졸업식(71명, 누계 7576명)
- 2017년 2월 10일 제31회 졸업식(86명, 누계 7662명)
- 2018년 1월 8일 화장실 변기 교체, 교무실 리모델링
- 2018년 2월 9일 제32회 졸업식(66명, 누계 7728명)
- 2018년 3월 1일 서울형 혁신학교 및 자율학교 지정(2018.3.1.~2022.2.28.)
- 2018년 3월 19일 Wee클래스 설치
- 2018년 8월 26일 교문 및 통학로 조성, 꿈을 담은 교실, 튼튼교실, 어울림터 나눔실, 소통실 개관, 상상나무 도서관, 중앙현관, 방송실, 전산실 이전 및 리모델링,교장실,행정실 이전
- 2019년 2월 13일 제33회 졸업식(52명, 누계 7780명)
- 2019년 9월 1일 함께 꾸미고 꿈꾸는 '함께꿈' 화장실 개선, 교실 전면장 및 TV설치, 교실 책걸상 및 교실 바닥 교체, 교실 사물함 교체
- 2019년 10월 28일 에코스쿨 완공식
- 2019년 11월 1일 후문환경개선, 보도블럭 포장 및 놀이마당 설치, 교사주변 포장 공사, 교내 배수로 개선
- 2020년 2월 12일 제34회 졸업식(64명, 누계 7844명)
- 2020년 8월 20일 운동장 스텐드 개보수, 복도 신발장 리모델링(3~5층), 문예체연습실 준공
- 2020년 8월 26일 꿈담놀이터 준공
- 2020년 9월 1일 제11대 김용숙 교장 취임

## 학교 상징
- 우리 학교 꽃 - 백목련 : 백목련은 이른 봄 우아한 꽃을 피우고, 희고 깨끗하며 고고한 모습으로 많은 사랑을 받음. 천일 어린이들이 서로 사랑하고 존경하는 마음을 갖고 고귀한 사람으로 성장하기를 바라는 마음을 담고 있음.
- 우리 학교 나무 - 은행나무 : 은행나무는 생명력이 강한 나무로 나뭇잎과 열매가 약재로 사용되어 사람들에게 이로움을 줌. 천일 어린이들이 건강하고 정숙하여 의젓한 자세로 성장하기를 바라는 마음을 담고 있음.

## 참고 자료
- 서울천일초등학교 - 한국교육학술정보원 학교알리미